# Screen Actors Guild Awards 2014

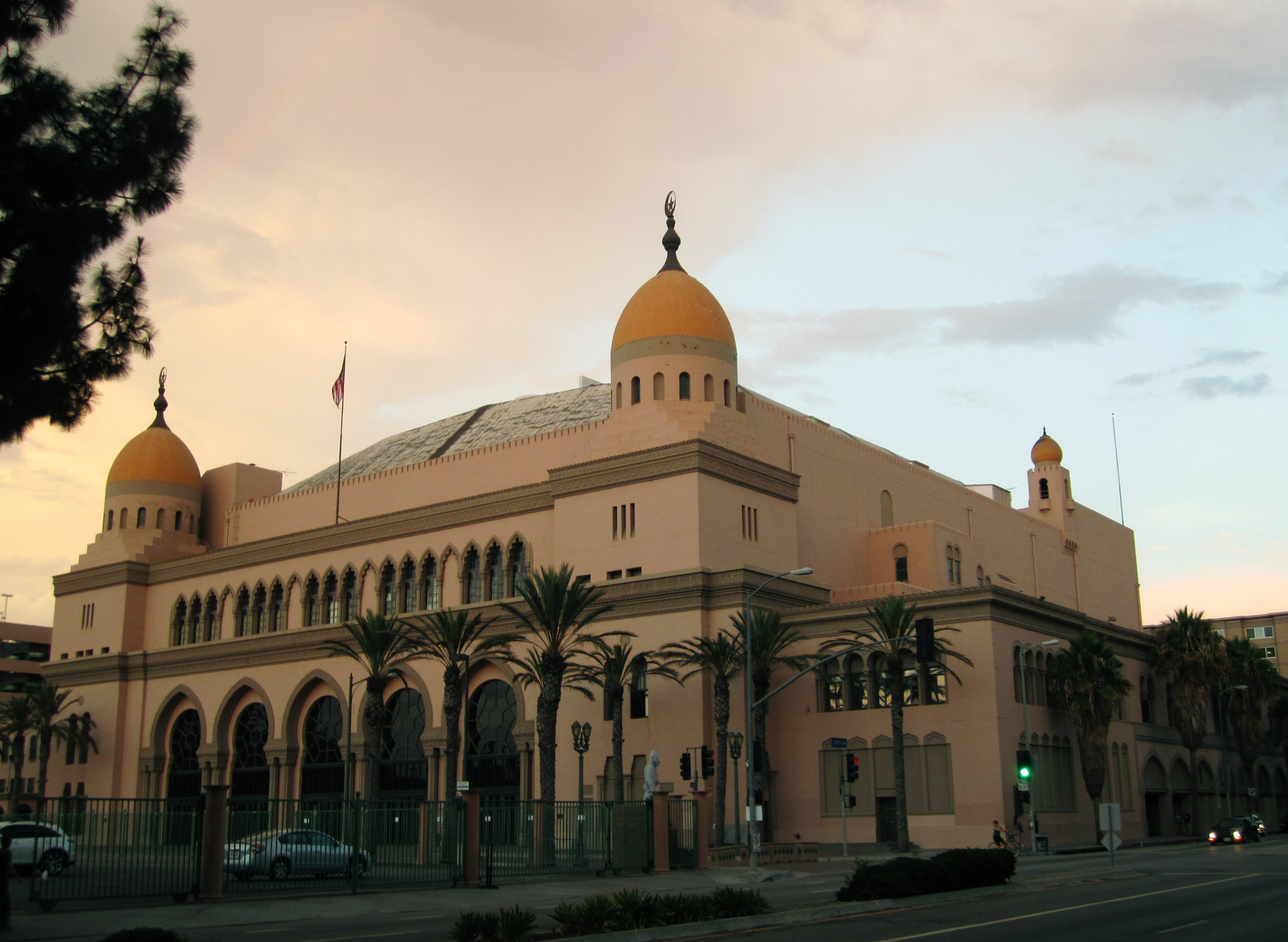
Das Shrine Exposition Center, Veranstaltungsort der Screen Actors Guild Awards 2014

Die 20. Verleihung der US-amerikanischen Screen Actors Guild Awards (englisch 20th Screen Actors Guild Awards), die die Screen Actors Guild jedes Jahr in den Bereichen Film (6 Kategorien) und Fernsehen (9 Kategorien) vergibt, fand am 18. Januar 2014 im Shrine Exposition Center in Los Angeles statt. Die so genannten SAG Awards ehren, im Gegensatz beispielsweise zum Golden Globe Award, nur Film-, Fernseh- und Ensembleschauspieler und gelten als Gradmesser für die bevorstehende Oscar-Verleihung. Gekürt wurden die Sieger von den Mitgliedern der Screen Actors Guild, der man angehören muss, um in den Vereinigten Staaten als Schauspieler zu arbeiten.
Die Nominierten waren am 11. Dezember 2013 im Silver Screen Theater des Pacific Design Centers in West Hollywood von den Schauspielern Sasha Alexander und Clark Gregg bekanntgegeben worden. In den Vereinigten Staaten wurde die Verleihung live von den Kabelsendern TNT und TBS gezeigt.
Für ihr Lebenswerk wurde die puerto-ricanische Schauspielerin Rita Moreno gewürdigt.

## Gewinner und Nominierte im Bereich Film
| Film                      | N | A |
| ------------------------- | - | - |
| 12 Years a Slave          | 4 | 1 |
| Dallas Buyers Club        | 3 | 2 |
| Der Butler                | 3 | 0 |
| Im August in Osage County | 3 | 0 |
| American Hustle           | 2 | 1 |
| Captain Phillips          | 2 | 0 |
| Nebraska                  | 2 | 0 |
| Rush – Alles für den Sieg | 2 | 0 |

### Bester Hauptdarsteller
Matthew McConaughey – Dallas Buyers Club
Bruce Dern – Nebraska
Chiwetel Ejiofor – 12 Years a Slave
Tom Hanks – Captain Phillips
Forest Whitaker – Der Butler (The Butler)

### Beste Hauptdarstellerin
Cate Blanchett – Blue Jasmine
Sandra Bullock – Gravity
Judi Dench – Philomena
Meryl Streep – Im August in Osage County (August: Osage County)
Emma Thompson – Saving Mr. Banks

### Bester Nebendarsteller
Jared Leto – Dallas Buyers Club
Barkhad Abdi – Captain Phillips
Daniel Brühl – Rush – Alles für den Sieg (Rush)
Michael Fassbender – 12 Years a Slave
James Gandolfini (postum) – Genug gesagt (Enough Said)

### Beste Nebendarstellerin
Lupita Nyong’o – 12 Years a Slave
Jennifer Lawrence – American Hustle
Julia Roberts – Im August in Osage County (August: Osage County)
June Squibb – Nebraska
Oprah Winfrey – Der Butler (The Butler)

### Bestes Schauspielensemble
American Hustle

Amy Adams, Christian Bale, Louis C.K., Bradley Cooper, Paul Herman Jack Huston, Jennifer Lawrence, Alessandro Nivola, Michael Peña, Jeremy Renner, Elisabeth Röhm und Shea Whigham
12 Years a Slave
Benedict Cumberbatch, Paul Dano, Garret Dillahunt, Chiwetel Ejiofor, Michael Fassbender, Paul Giamatti, Scoot McNairy, Lupita Nyong’o, Adepero Oduye, Sarah Paulson, Brad Pitt, Michael K. Williams und Alfre Woodard
Im August in Osage County (August: Osage County)
Abigail Breslin, Chris Cooper, Benedict Cumberbatch, Juliette Lewis, Margo Martindale, Ewan McGregor, Dermot Mulroney, Julianne Nicholson, Julia Roberts, Sam Shepard, Meryl Streep und Misty Upham
Dallas Buyers Club
Jennifer Garner, Jared Leto, Matthew McConaughey, Denis O’Hare, Dallas Roberts und Steve Zahn
Der Butler (The Butler)
Mariah Carey, John Cusack, Jane Fonda, Cuba Gooding junior, Terrence Howard, Lenny Kravitz, James Marsden, David Oyelowo, Alex Pettyfer, Vanessa Redgrave, Alan Rickman, Liev Schreiber, Forest Whitaker, Robin Williams und Oprah Winfrey

### Bestes Stuntensemble
Lone Survivor
All Is Lost
Fast & Furious 6
Rush – Alles für den Sieg (Rush)
Wolverine: Weg des Kriegers (The Wolverine)

## Gewinner und Nominierte im Bereich Fernsehen
| Serie/Film                                  | N | A |
| ------------------------------------------- | - | - |
| Breaking Bad                                | 4 | 2 |
| Modern Family                               | 3 | 2 |
| Game of Thrones                             | 3 | 1 |
| 30 Rock                                     | 3 | 0 |
| The Big Bang Theory                         | 3 | 0 |
| Boardwalk Empire                            | 3 | 0 |
| Homeland                                    | 3 | 0 |
| Downton Abbey                               | 2 | 1 |
| Der Fall Phil Spector                       | 2 | 1 |
| Liberace – Zu viel des Guten ist wundervoll | 2 | 1 |
| Veep – Die Vizepräsidentin                  | 2 | 1 |
| Arrested Development                        | 2 | 0 |
| Top of the Lake                             | 2 | 0 |

### Bester Darsteller in einem Fernsehfilm oder Miniserie
Michael Douglas – Liberace – Zu viel des Guten ist wundervoll (Behind the Candelabra)
Matt Damon – Liberace – Zu viel des Guten ist wundervoll (Behind the Candelabra)
Jeremy Irons – The Hollow Crown
Rob Lowe – Killing Kennedy
Al Pacino – Der Fall Phil Spector (Phil Spector)

### Beste Darstellerin in einem Fernsehfilm oder Miniserie
Helen Mirren – Der Fall Phil Spector (Phil Spector)
Angela Bassett – Betty & Coretta
Helena Bonham Carter – Burton und Taylor (Burton and Taylor)
Holly Hunter – Top of the Lake
Elisabeth Moss – Top of the Lake

### Bester Darsteller in einer Dramaserie
Bryan Cranston – Breaking Bad
Steve Buscemi – Boardwalk Empire
Jeff Daniels – The Newsroom
Peter Dinklage – Game of Thrones
Kevin Spacey – House of Cards

### Beste Darstellerin in einer Dramaserie
Maggie Smith – Downton Abbey
Claire Danes – Homeland
Anna Gunn – Breaking Bad
Jessica Lange – American Horror Story (American Horror Story: Coven)
Kerry Washington – Scandal

### Bester Darsteller in einer Comedyserie
Ty Burrell – Modern Family
Alec Baldwin – 30 Rock
Jason Bateman – Arrested Development
Don Cheadle – House of Lies
Jim Parsons – The Big Bang Theory

### Beste Darstellerin in einer Comedyserie
Julia Louis-Dreyfus – Veep – Die Vizepräsidentin (Veep)
Mayim Bialik – The Big Bang Theory
Julie Bowen – Modern Family
Edie Falco – Nurse Jackie
Tina Fey – 30 Rock

### Bestes Schauspielensemble in einer Dramaserie
Breaking Bad

Michael Bowen, Betsy Brandt, Bryan Cranston, Lavell Crawford, Tait Fletcher, Laura Fraser, Anna Gunn, Matthew T. Metzler, RJ Mitte, Dean Norris, Bob Odenkirk, Aaron Paul, Jesse Plemons, Steven Michael Quezada, Kevin Rankin und Patrick Sane
Boardwalk Empire
Patricia Arquette, Margot Bingham, Steve Buscemi, Brian Geraghty, Stephen Graham, Erik LaRay Harvey, Jack Huston, Ron Livingston, Domenick Lombardozzi, Gretchen Mol, Ben Rosenfield, Paul Sparks, Michael Stuhlbarg, Nisi Sturgis, Jacob A. Ware, Shea Whigham, Michael K. Williams und Jeffrey Wright
Downton Abbey
Hugh Bonneville, Laura Carmichael, Jim Carter, Brendan Coyle, Michelle Dockery, Kevin Doyle, Jessica Brown Findlay, Siobhan Finneran, Joanne Froggatt, Rob James-Collier, Allen Leech, Phyllis Logan, Elizabeth McGovern, Sophie McShera, Matt Milne, Lesley Nicol, Amy Nuttall, David Robb, Maggie Smith, Edward Speleers, Dan Stevens, Cara Theobold und Penelope Wilton
Game of Thrones
Alfie Allen, John Bradley, Oona Chaplin, Gwendoline Christie, Emilia Clarke, Nikolaj Coster-Waldau, Mackenzie Crook, Charles Dance, Joseph Dempsie, Peter Dinklage, Natalie Dormer, Nathalie Emmanuel, Michelle Fairley, Jack Gleeson, Iain Glen, Kit Harington, Lena Headey, Isaac Hempstead-Wright, Kristofer Hivju, Paul Kaye, Sibel Kekilli, Rose Leslie, Richard Madden, Rory McCann, Michael McElhatton, Ian McElhinney, Philip McGinley, Hannah Murray, Iwan Rheon, Sophie Turner, Carice van Houten und Maisie Williams
Homeland
F. Murray Abraham, Sarita Choudhury, Claire Danes, Rupert Friend, Tracy Letts, Damian Lewis, Mandy Patinkin und Morgan Saylor

### Bestes Schauspielensemble in einer Comedyserie
Modern Family

Aubrey Anderson-Emmons, Julie Bowen, Ty Burrell, Jesse Tyler Ferguson, Nolan Gould, Sarah Hyland, Ed O’Neill, Rico Rodriguez, Eric Stonestreet, Sofía Vergara und Ariel Winter
30 Rock
Scott Adsit, Alec Baldwin, Katrina Bowden, Kevin Brown, Grizz Chapman, Tina Fey, Judah Friedlander, Jane Krakowski, John Lutz, James Marsden, Jack McBrayer, Tracy Morgan und Keith Powell
Arrested Development
Will Arnett, Jason Bateman, John Beard, Michael Cera, David Cross, Portia de Rossi, Isla Fisher, Tony Hale, Ron Howard, Liza Minnelli, Alia Shawkat, Jeffrey Tambor, Jessica Walter und Henry Winkler
The Big Bang Theory
Mayim Bialik, Kaley Cuoco, Johnny Galecki, Simon Helberg, Kunal Nayyar, Jim Parsons und Melissa Rauch
Veep – Die Vizepräsidentin (Veep)
Sufe Bradshaw, Anna Chlumsky, Gary Cole, Kevin Dunn, Tony Hale, Julia Louis-Dreyfus, Reid Scott, Timothy Simons und Matt Walsh

### Bestes Stuntensemble
Game of Thrones
Boardwalk Empire
Breaking Bad
Homeland
The Walking Dead

## Preis für das Lebenswerk
Rita Moreno